# Куликов, Евгений Васильевич (связист)
Кулико́в Евге́ний Васи́льевич (22 сентября 1929 года, Уфа — 18 апреля 1997 года, Уфа) — советский инженер и партийный деятель, первый секретарь Уфимского горкома КПСС (1975—1980).

## Биография
Окончил Уфимский авиационный институт (1952), инженер-механик.
Директор (1969—1975, 1980—1982), генеральный директор (1982—1990) Уфимского завода телефонной аппаратуры связи (сейчас — ОАО «БПО „Прогресс“»). В 1975—1980 — первый секретарь Уфимского горкома КПСС.
Внес выдающийся вклад в развитие ОАО «БПО „Прогресс“». Под его руководством прошел переход на выпуск аппаратуры связи 4-го поколения, начат серийный выпуск микроэлектронной техники, проведена реконструкция и техническое перевооружение пяти цехов. Внедрил основы научной организации труда. Построены жилые дома, корпус заводского профилактория, расширен пионерский лагерь.
Среди воспитанников — Павел Качкаев.

## Награды
Заслуженный машиностроитель БАССР (1983).
Награждён орденами Ленина (1986), Трудового Красного Знамени (1971, 1976), «Знак Почёта» (1966), медалями.